# Karnaoukhivka
Karnaoukhivka (en ukrainien : Карнаухівка) ou Karnaoukhovka (en russe : Карнауховка) est une commune urbaine de l'oblast de Dnipropetrovsk, en Ukraine. Sa population s'élevait à 6 607 habitants en 2013.

## Géographie
Karnaoukhivka est située sur la rive droite du Dniepr, coincée entre Kamianske à l'ouest et Dnipro à l'est.

## Histoire
La première mention du village de Karnaoukhivka remonte à l'année 1737. Il accéda au statut de commune urbaine en 1938. Pendant la Seconde Guerre mondiale, une unité soviétique força le passage du Dniepr près de Karnaoukhivka afin d'y attirer les troupes allemandes, ce qui permit au gros des forces soviétiques de franchir le Dniepr à Aouly, quelques kilomètres plus à l'ouest.

## Population
Recensements (*) ou estimations de la population :
| 1959* | 1970* | 1979* | 1989* | 2001* |
| ----- | ----- | ----- | ----- | ----- |
| 7 611 | 8 652 | 8 186 | 6 993 | 6 468 |

| 2009  | 2010  | 2011  | 2012  | 2013  |
| ----- | ----- | ----- | ----- | ----- |
| 6 591 | 6 596 | 6 597 | 6 588 | 6 607 |

## Économie
L'énorme complexe chimique DniproAzot, qui développe ses installations sur près de 5 km entre Karnaoukhivka et Kamianske, est la base de l'économie locale.